# فيار دي باريو
بلدية فيار دي باريو (بالإسبانية: Villar de Barrio) هي بلدية تقع في مقاطعة أورينسي التابعة لمنطقة غاليسيا شمال غرب إسبانيا.

## الديموغرافيا
بلغ عدد سكان بلدية فيار دي باريو 1.602 نسمة عام 2011 (وفقاً للمعهد الوطني للإحصاء الإسباني).
| 2.269 | 2.091 | 2.023 | 1.835 | 1.775 | 1.686 | 1.602 |